# I byen igen
I byen igen er det andet studiealbum af den danske sangerinde og sangskriver Marie Key. Det blev udgivet i 2011 og modtog fire ud af seks stjerner i musikmagasinet GAFFA.

## Spor
1. "Mere Snak - Mindre Musik" - 3:28
2. "Se Nu Herhen" - 3:09
3. "Vi To" - 4:14
4. "Partners In Crime" - 4:07
5. "Stå Op" - 2:40
6. "Er Du Okay?" - 3:29
7. "Man Må Ikke Lege Med Folk" - 2:56
8. "Tabt Mit Hjerte" - 3:00
9. "Øster Søgade" - 3:21
10. "Hun Er I Byen Igen" - 4:10
11. "Hvorfor Male Dagen Mørk?" - 2:31